# Islandiana princeps
Islandiana princeps är en spindelart som beskrevs av Braendegaard 1932. Islandiana princeps ingår i släktet Islandiana och familjen täckvävarspindlar. Inga underarter finns listade i Catalogue of Life.